# 東西王座戦
東西王座戦（とうざいおうざせん）は、かつて開催されていた競輪のGII競走である。

## 概要
東西王座戦は2002年より2012年まで毎年2月に開催された。高松宮記念杯競輪のトライアル競走として位置づけられており、その出場シード枠は準決勝戦出場の各27人ずつの54人である。2004年からそのうち決勝戦で第6着までに入線した選手については初日に行われる東西特別選抜レース（青龍賞・白虎賞）の出場権が与えられた。
東は北日本（北海道・東北）・関東（神奈川県・千葉県を除く関東と甲信越）・南関東（神奈川県・千葉県・静岡県）の3ブロック、西は中部（静岡県を除く東海と福井県を除く北陸）・近畿（福井県含む）・中国・四国・九州の5ブロックからそれぞれ出場選手を決定し、それぞれが覇権を争った。 

## 歴史
2000年度まで東西王座戦は高松宮記念杯競輪の勝ち上がりの一環（準決勝戦）として開催されていたが、2001年度から競輪にグレード制（競走格付け）が取り入れられ、日本選手権競輪、寬仁親王牌・世界選手権記念トーナメント、オールスター競輪を除くGIレース相当のレースではそれに直結するGIIのトライアル競走が開催されるようになったため、このレースも高松宮記念杯競輪出場資格をかけたトライアル競走として単独の競走として独立、再スタートを切った。
開催が開始した2001年度（実際の開催は2002年）から2005年度（同じく2006年）まで、大会は東王座戦・西王座戦に分けられ、それぞれ別々の競輪場において4日間制で開催されている。なお2001年度（2002年）は開催時期が一部重複したが、それ以後は開催時期を調整して別々の日程が割り振られた。
そして2006年度（2007年）の開催から、これまでの2つの競輪場別々の開催から1競輪場においての3日間開催（1日短縮）となった。
前半5レースは2007年までのFI（S級シリーズ）と同じ形で開催し、後半の第6 - 11レースを東西から各27人ずつ54人が出場したポイント制による予選を行った後、3日目に東西のそれぞれ獲得ポイント上位9人ずつによる王座戦（決勝レース）を行う。よって、決勝戦は一般戦（S級シリーズ）と合わせた3本立てであった。
2009年の開催より、初日の番組を選考順位による完全振り分けで決定し、東西とも下位9人が勝ち上がりから脱落。二日目の番組も初日の着順による完全振り分けで決定し、東西ともポイント上位9人が最終日の王座戦に進出する番組構成となった。なおトーナメントから脱落した選手は、二日目と最終日に「負け戦」となる東西混合戦のレースに出場する。王座戦上位3着までの選手は高松宮記念杯競輪の特選シード（青龍賞・白虎賞）が得られた。
なお平成24年度以降の特別競輪開催見直しにより、2012年2月の開催をもって東西王座戦は廃止された。その理由としてJKAは「特別競輪（GII以上）は年間12回行われており、更にGIIIの開設記念を含めグレードクラスの開催日程の過密化・出場選手のマンネリ化」のほか、元々宮杯本戦も東西対抗戦を趣旨としているため「宮杯と東西王座戦の趣旨がほとんど同じ」とするファンからの意見・指摘があったためである。

## 出場選手選抜方法
東西王座戦の出場選手は、車券の対象となる3着以内に入ることによって車券に貢献している選手が選抜される。毎回若干変更・修正されるものの、概ね以下の資格順位により正選手54名（東西27名ずつ）、補欠選手6名（東西3名ずつ）を選抜する。
1. S級S班在籍者
2. 選考期間における東西別平均競走得点上位各100名ずつの中から3連対率上位者を順次選抜する

なお、補欠選手は正選手を除く選手のうち3連対率上位者からさらに順次選抜される。

## 過去の優勝者
| 回    | 開催年             | 東日本開催場 | 東王座戦優勝者 | 西日本開催場 | 西王座戦優勝者 |
| ----- | ------------------ | ------------ | -------------- | ------------ | -------------- |
| 第1回 | 2002年（平成14年） | 伊東温泉     | 岡部芳幸       | 高松         | 小野俊之       |
| 第2回 | 2003年（平成15年） | いわき平     | 岡部芳幸       | 小松島       | 伊藤保文       |
| 第3回 | 2004年（平成16年） | 花月園       | 小橋正義       | 観音寺       | 小川圭二       |
| 第4回 | 2005年（平成17年） | 取手         | 岡部芳幸       | 玉野         | 山内卓也       |
| 第5回 | 2006年（平成18年） | 伊東温泉     | 山崎芳仁       | 奈良         | 澤田義和       |

第6回より一場東西同時開催に移行
| 回     | 開催年             | 開催場 | 東王座戦優勝者 | 西王座戦優勝者 |
| ------ | ------------------ | ------ | -------------- | -------------- |
| 第6回  | 2007年（平成19年） | 宇都宮 | 佐藤友和       | 小嶋敬二       |
| 第7回  | 2008年（平成20年） | 別府   | 佐藤友和       | 小嶋敬二       |
| 第8回  | 2009年（平成21年） | 高松   | 海老根恵太     | 加藤慎平       |
| 第9回  | 2010年（平成22年） | 玉野   | 武田豊樹       | 市田佳寿浩     |
| 第10回 | 2011年（平成23年） | 豊橋   | 武田豊樹       | 村上博幸       |
| 第11回 | 2012年（平成24年） | 高知   | 武田豊樹       | 深谷知広       |

## 参照
1. ↑  平成24年度以降の特別競輪等の見直し及び平成23年度高松宮記念杯競輪開催場について（2011年1月26日）[リンク切れ]